# Bonbon à la réglisse
Pour les articles homonymes, voir Drop.
Un bonbon à la réglisse est un type de confiserie intégrant dans sa recette de la réglisse.
Il en existe de nombreuses formes à travers le monde.

## Amarelli (Italie)
Amarelli est une entreprise italienne de confiserie, de récolte et de transformation de la réglisse basée à Rossano dans la province de Cosenza en Calabre.

## Anis de Flavigny (France)
Les Anis de Flavigny sont des friandises élaborées à Flavigny-sur-Ozerain en Bourgogne. Chaque bonbon est fait d'une graine d'anis vert enrobée de sirop de sucre aromatisé : anis, violette, rose, menthe, réglisse, oranger…

## Cachou Lajaunie (France)
Le Cachou Lajaunie est une petite pastille carrée de couleur noire à la réglisse et à la poudre de cachou, vendue dans une boîte métallique jaune et ronde, et commercialisée par le groupe Kraft Foods. La friandise a également existé à la menthe et à la vanille. Elle voit le jour en 1880 à Toulouse chez le pharmacien Léon Lajaunie (1841-1914).

## Chabernac (France)
Du fait de son rôle central dans le commerce des épices au Moyen Âge et de la richesse de son terroir, Montpellier a toujours produit des confiseries de valeur. Les bonbons au miel et/ou à la réglisse en particulier sont une spécialité locale. De nombreux artisans en produisaient au XIXe, mais aujourd'hui une seule entreprise continue à en produire, la maison Auzier Chabernac fondée en 1890. Néanmoins la production ne se fait plus à Montpellier même mais à Saint-Gély-du-Fesc, à 10 km ;

## Coco Boer (France)
Le Coco Boer est une friandise à la réglisse, se présentant sous la forme d'une poudre destinée à être ajoutée à l'eau pour la préparation d'une boisson hygiénique. Il a été créé en 1902 par Jules Courtier, pharmacien au Pouzin en Ardèche. Inspiré par le coco des vendeurs de rue, son nom a été choisi en référence à la guerre des Boers qui alimentait les conversations de l'époque.

## Drop (Pays-Bas)
Aux Pays-Bas, les bonbons à base de réglisse sont généralement appelés « drop ».

## Réglisse Florent (France)
Félicien Florent (1821-1894), un industriel travaillant dans la garancine d'où est extrait une teinture rouge, fonde en 1859 la société Florent et Cie. Il achète une fabrique de réglisse à Cantarel, et se diversifie dans les bonbons à base de réglisse, menthe, vanille et l'anis

## Salmiakki (pays nordiques, l'Allemagne, l'Estonie, la Lettonie et les Pays-Bas)
Salmiakki (en finnois, dérivé du suédois salmiak) est un terme désignant un type de friandise populaire dans les pays nordiques, l'Allemagne, l'Estonie, la Lettonie et les Pays-Bas, dont l'un des ingrédients principaux est le chlorure d'ammonium, NH4Cl. Les salmiakit (nominatif pluriel) sont presque exclusivement au goût de réglisse, mais il existe cependant quelques variantes aux goûts de fruits.

## Zan (France)
Le Zan est un nom propre que l'on utilise pour désigner de la confiserie à l'extrait de réglisse, généralement présenté sous forme de tablette, de pain ou de petits bâtonnets durs, à croquer ou sucer.
Ce mot provient de l'entreprise française Zan fondée à la fin du XIXe siècle, rachetée par Ricqlès en 1970, puis par Haribo en 1987.

## Galerie

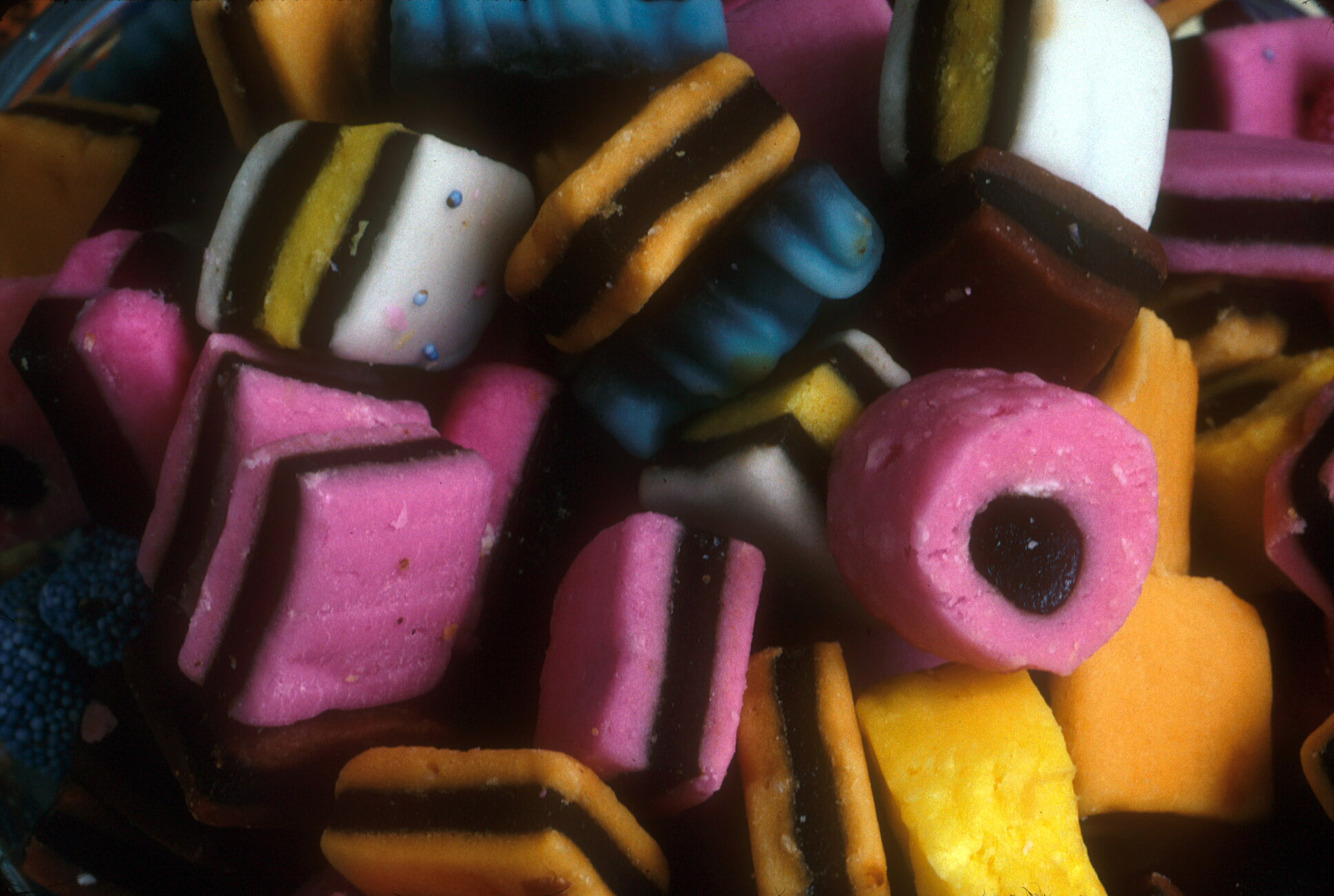
Bonbons à la réglisse à l’anglaise (Liquorice allsorts (en)).
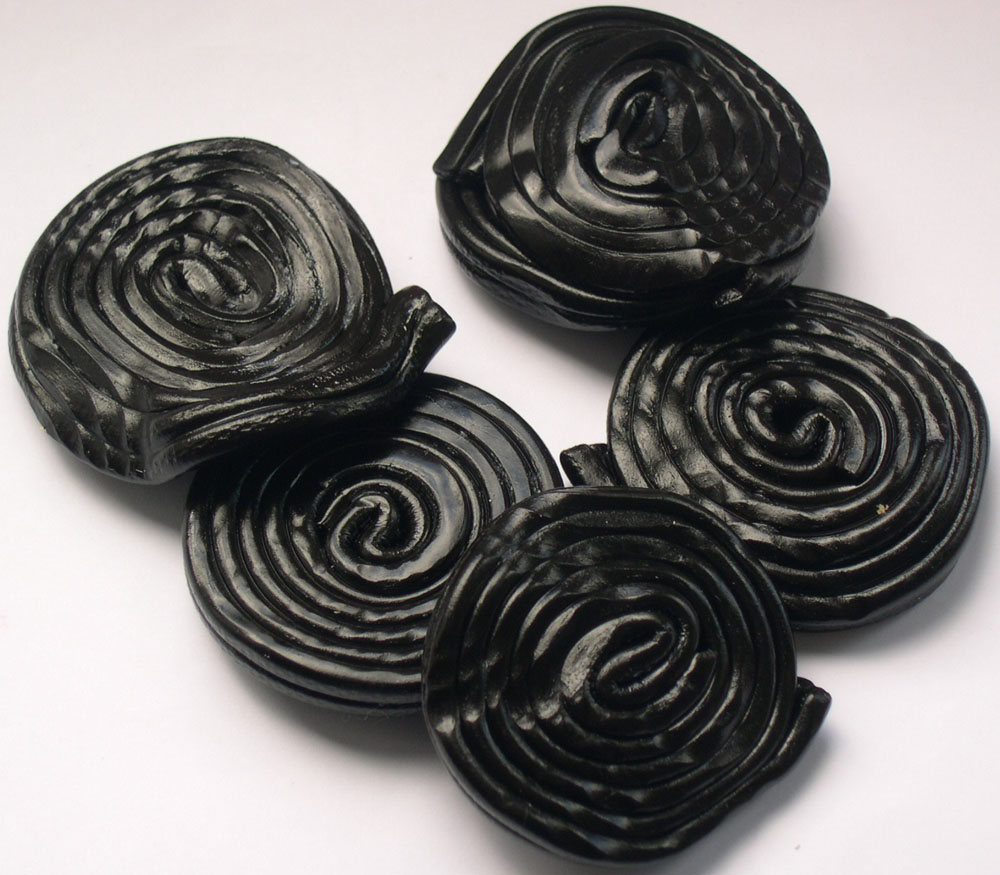
Rouleaux de réglisse.
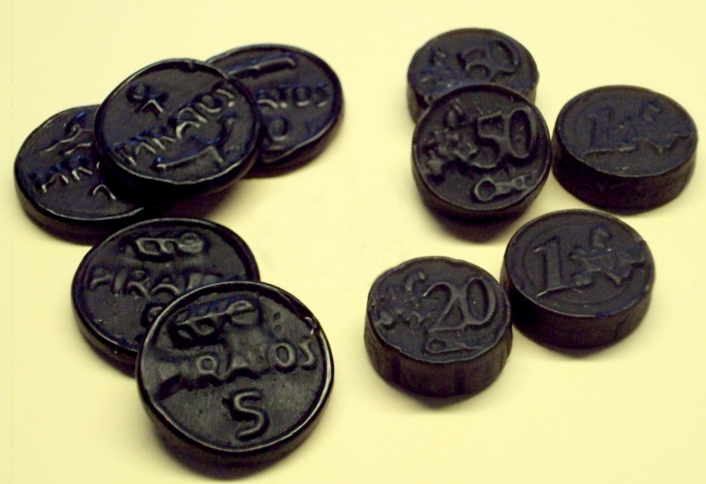
Pièces de réglisse, façon allemande.
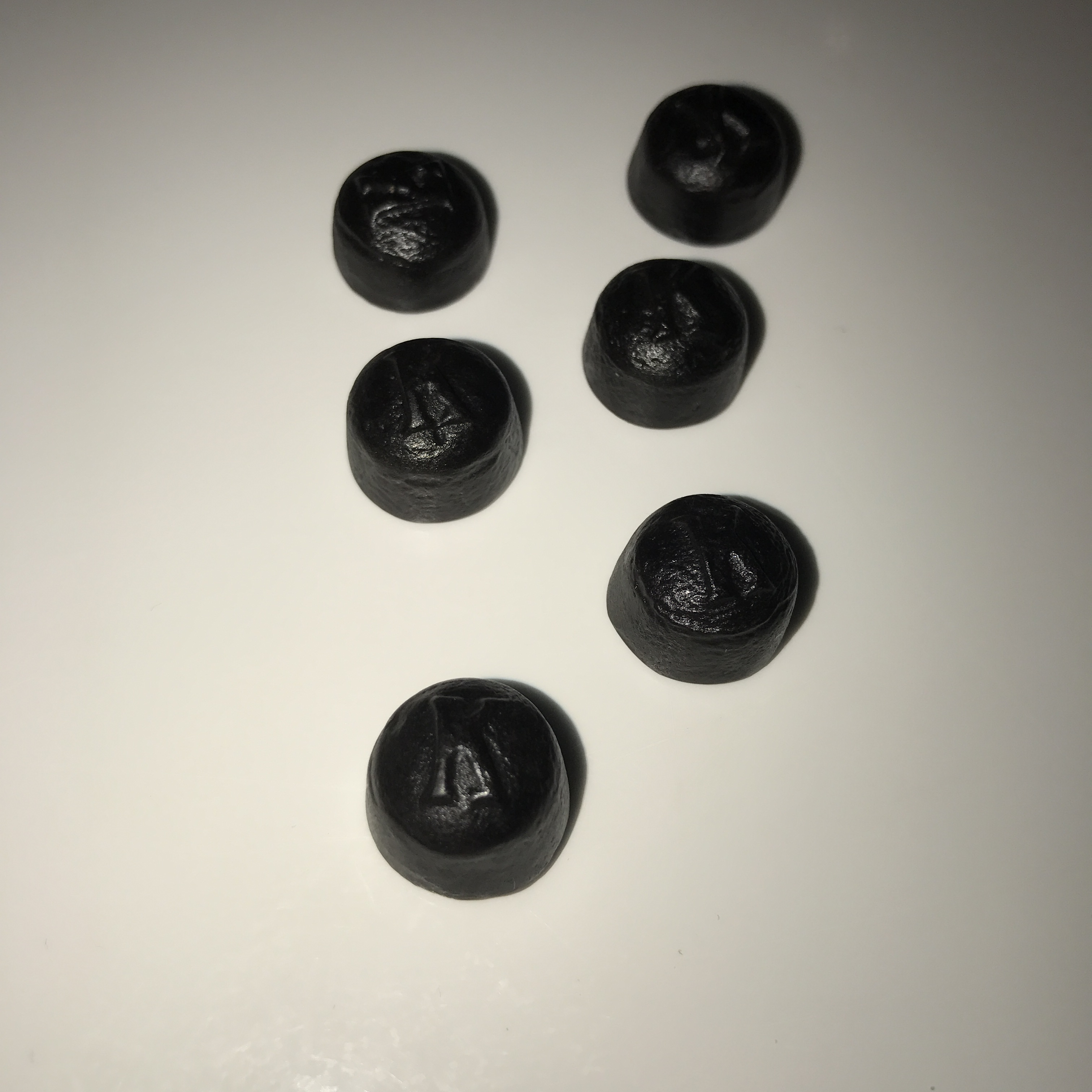
Kokindjes (nl), célèbre marque de dropjes néerlandais.
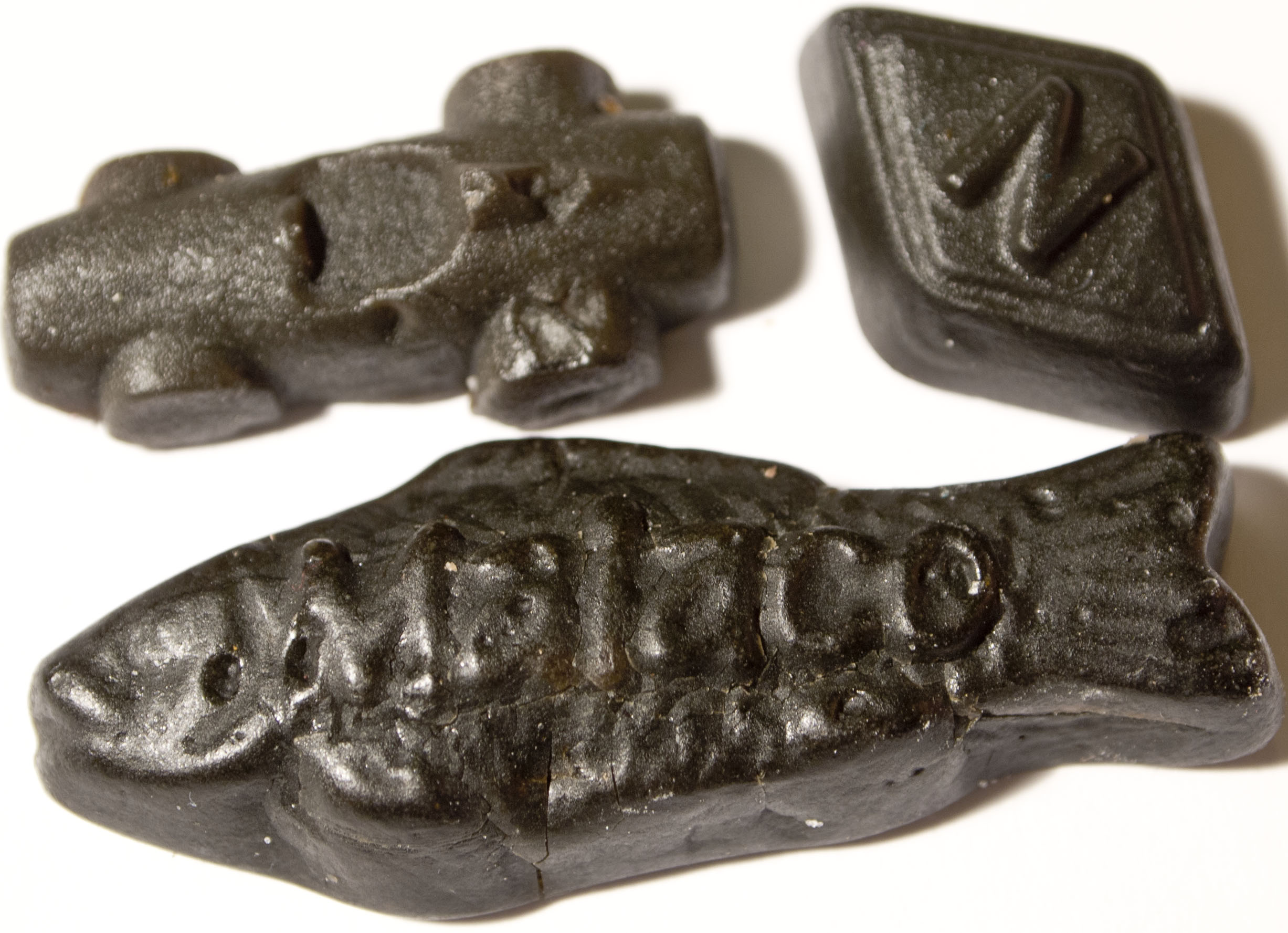
Salmiakki
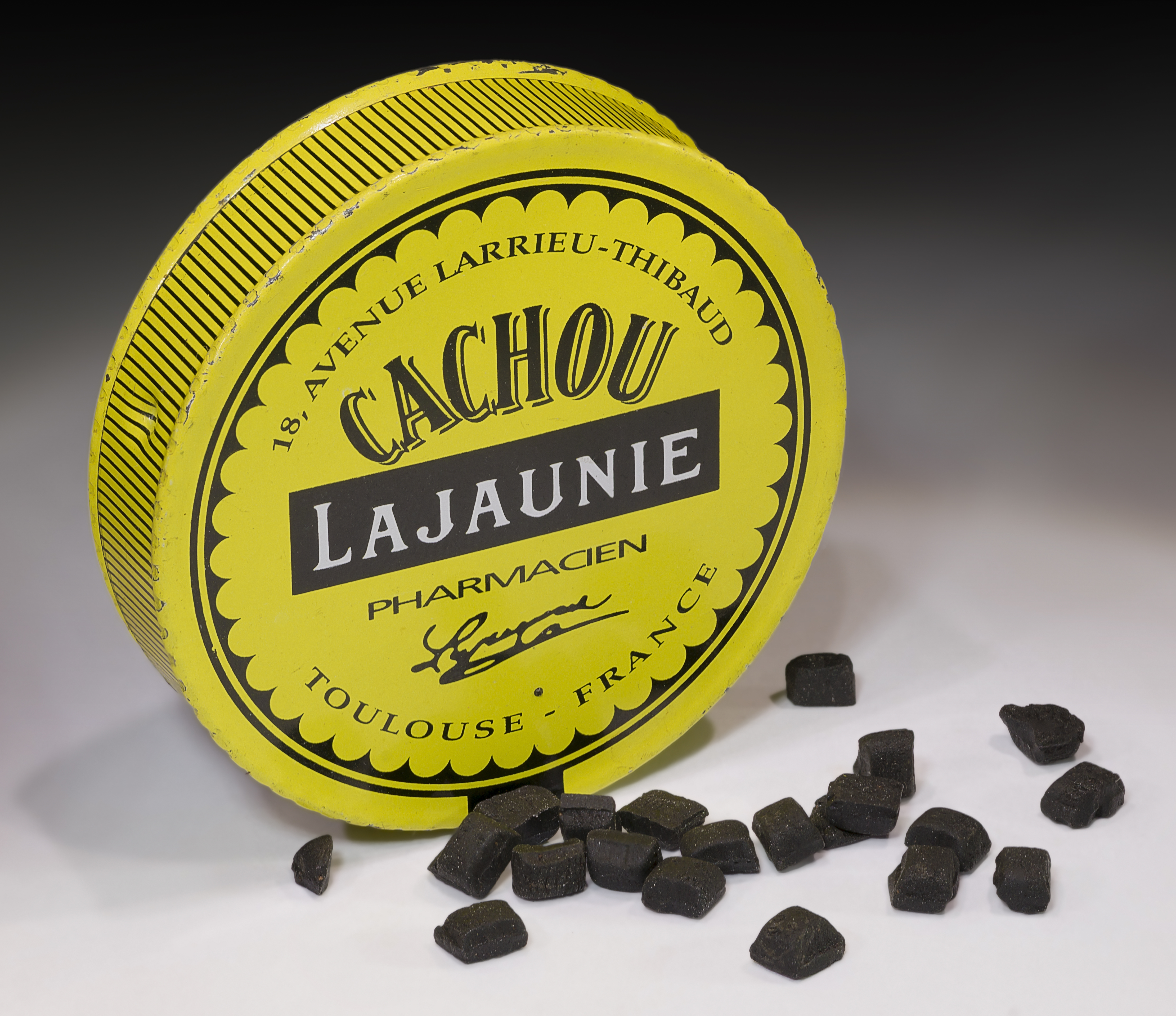
Cachou Lajaunie